# Classe Ulisse
La classe Ulisse è una serie di otto traghetti bidirezionali costruiti fra il 1978 e il 1993, appartenenti alla Caronte & Tourist, operati principalmente nella rotta Messina-Villa San Giovanni.

## Caratteristiche
Le navi, seppur gemelle, si differenziano lievemente fra di loro per stazza lorda e lunghezza, parametri che non sempre coincidono. Esteriormente, dalla Villa San Giovanni in poi, le unità navali sono state allungate e allargate, infatti presentano degli allargamenti sulle fiancate laterali, sporgenti rispetto al corpo centrale dello scafo, a differenza di Ulisse e Bridge, le cui murate hanno un aspetto più lineare, secondo il progetto originale. Da un punto di vista tecnico, tutte le unità hanno motori diesel NoHAB o Wärtsilä (nel caso delle unità Zancle e Giuseppe Franza) e sono dotate di un sistema di propulsione di tipo Voith Schneider per avere maggiore manovrabilità.

## Lavori effettuati
- Unità Giuseppe Franza: il 13 luglio 2021 ritorna in servizio, dopo due mesi di lavori in bacino ad Augusta, con una nuova livrea in cui entrambe le fiancate appare il logo Caronte & Tourist mentre la controplancia e alberi radar sono blu. È la prima unità a ricevere questo piccolo ammodernamento;
- Unità Ulisse: ad ottobre 2021 cambia la livrea NGI a una livrea bianca con controplancia e alberi radar blu ma riceverà i loghi e scritte Caronte & Tourist Isole Minori soltanto nel luglio 2022;
- Unità Archimede: il 14 dicembre 2021 riceve la nuova livrea Caronte & Tourist;
- Unità Bridge: ad aprile 2022 torna a Milazzo, dopo due mesi di lavori ad Augusta, con la nuova livrea di Caronte & Tourist Isole Minori;
- Unità Stretto Messina: nel maggio del 2022, nei cantieri Palumbo di Messina, riceve la nuova livrea Caronte & Tourist;
- Unità Villa San Giovanni: il 15 luglio 2022, dopo un breve impiego da parte della Meridiano Lines, riceve la nuova colorazione solamente ai garage che passano dal verde al blu e il controplancia dall'arancione al blu;
- Unità Ulisse: nei primi giorni di novembre 2022 entra in servizio per Meridiano Lines come seconda nave, eliminando la scritta Caronte & Tourist Isole Minori ma mantenendo il logo della compagnia;
- Unità Giano: dopo due mesi di fermo in cantiere navale ad Augusta, il 10 dicembre 2022 torna in servizio con la nuova livrea comprensiva del logo di Meridiano Lines;
- Unità Villa San Giovanni: dopo tre mesi di fermo in cantiere navale ad Augusta, il 24 febbraio 2023 riceve la livrea completa ma con qualche differenza tra le gemelle, ovvero la nave riporta la stessa livrea della nave Giano ma oltre a riportare il logo della società Caronte & Tourist ne riceve anche la scritta in esteso, ma soltanto ricalcata in modo che venga usata da entrambe le compagnie;
- Unità Ulisse: Dopo una breve sosta in bacino ad Augusta, torna in servizio alle isole Eolie con la livrea Caronte & Tourist Isole Minori, dove garantirà il servizio per poco visto il ritorno nel porto di Reggio Calabria il 24 aprile 2023 per iniziare nuovamente il servizio Tremestieri - Reggio Calabria per conto della Meridiano Lines, in sostituzione della nave Villa San Giovanni e successivamente anche la Giuseppe Franza sempre sulla stessa rotta. Il 6 giugno 2023 viene sequestrata insieme alla nave sorella Bridge.[1]
- Unità Zancle: dal 29 aprile 2023 si trova ai cantieri navali di Augusta per ricevere anche lei la nuova livrea, la nave prima venne sostituita dalla nave Giuseppe Franza e da Giugno dalla nave Villa San Giovanni. Il 16 giugno 2023 torna a Messina, dopo un mese e mezzo di bacino ad Augusta, dove ha ricevuto anche quest'ultima la nuova livrea Caronte & Tourist.
- Unità Giuseppe Franza: si fermò a Messina per dei lavori fra cui la riverniciatura dei "denti" del portellone ricevendo le strisce nei suddetti come il resto della flotta uguali alla Elio e riprese il servizio dopo poco tempo.
- Unità Stretto Messina: nei primi giorni di ottobre 2023, venne fermata per qualche giorno alle officine private del gruppo Caronte & Tourist per alcuni lavori di manutenzione tra cui la verniciatura dei "denti" dei portelloni come il resto della flotta.
- Unità Archimede: nella metà di ottobre 2023, per qualche giorno, è stata fermata presso il terzo scivolo della rada San Francesco dove ricevette anch'essa la nuova colorazione nei "denti" dei portelloni. A distanza di un anno, il 23 ottobre 2024 si ferma ai cantieri navali dello stretto per ricevere l'installazione dell'ascensore, essa diventerà la prima unità "allungata" ad avere un ascensore per il trasporto PMR;
- Unità Villa San Giovanni: nel gennaio 2025 ne vengono rimossi i loghi Caronte & Tourist, diventando come la sorella di flotta Giano;
- Unità Stretto Messina: nel mese di aprile 2025 venne fermata ai cantieri navali dello stretto per ricevere l'installazione dell'ascensore, essa diventerà la seconda unità "allungata" ad avere un ascensore per il trasporto PMR dopo la sorella Archimede, il rientro della stessa avviene il 20 giugno 2025;
- L'unità Giuseppe Franza sostituisce l'unita Ulisse dal 26 giugno 2025 con Meridiano Lines.

Dal 2023 tutte le unità della classe Ulisse hanno la nuova colorazione, incluse le navi operanti anche con Meridiano Lines.
Il 28 maggio 2025 vengono dissequestrate dal nucleo investigativo di Palermo le unità Helga, Ulisse e Bridge, restituite alla piena operatività da parte delle aziende che le detenevano.
In tutte le navi è stato effettuato, in contemporanea alla revisione della livrea, il rifacimento e la revisione dei ponti superiori del bar assimilandoli, come nei casi delle navi Telepass e Tremestieri, a quella della capoflotta Elio. Inizialmente non fu possibile creare accessi e servizi igienici ai ponti superiori per le persone a mobilità ridotta, nonostante ai piani superiori ci siano posti dedicate a quest'ultime persone. Alcune navi sono state sequestrate proprio per tale motivo, le restanti, seppur attive, possono rischiare il sequestro per la stessa motivazione. Tuttavia, nel corso del 2024 e del 2025, le prime unità a ricevere tale ammodernamento sono state la Archimede e la Stretto Messina.

## Servizio
Ad oggi tutte le unità della Classe Ulisse sono tutte in servizio presso le proprie compagnie.

## Unità della classe
| Nome               | Anno | Numero IMO | Stazza | Lunghezza | Larghezza | Stato Servizio                                                                                              |
| ------------------ | ---- | ---------- | ------ | --------- | --------- | --- |
| Ulisse             | 1978 | 7817828    | 1395   | 94,18     | 17        | In servizio per Meridiano Lines sulla tratta Tremestieri-Reggio Calabria                                    |
| Bridge             | 1979 | 7817830    | 1396   | 94,18     | 17        | In servizio sulla tratta Milazzo-Isole Eolie                                                                |
| Villa San Giovanni | 1980 | 8618126    | 1888   | 114,98    | 20        | In servizio per Meridiano Lines sulla tratta Tremestieri-Reggio Calabria                                    |
| Giano              | 1985 | 8318568    | 1888   | 114,98    | 20        | In servizio per Meridiano Lines sulla tratta Tremestieri-Reggio Calabria                                    |
| Stretto Messina    | 1987 | 8618216    | 1888   | 114,98    | 20        | In servizio per Caronte & Tourist sulle tratte Messina-Villa San Giovanni e Tremestieri-Villa San Giovanni. |
| Archimede          | 1988 | 8618138    | 1875   | 114,98    | 20        | In servizio per Caronte & Tourist sulle tratte Messina-Villa San Giovanni e Tremestieri-Villa San Giovanni. |
| Giuseppe Franza    | 1992 | 9048483    | 1889   | 114,98    | 20        | In servizio per Caronte & Tourist sulle tratte Messina-Villa San Giovanni e Tremestieri-Villa San Giovanni. |
| Zancle             | 1993 | 9048495    | 1887   | 114,98    | 20        | In servizio per Caronte & Tourist sulle tratte Messina-Villa San Giovanni e Tremestieri-Villa San Giovanni. |

## Galleria d'immagini

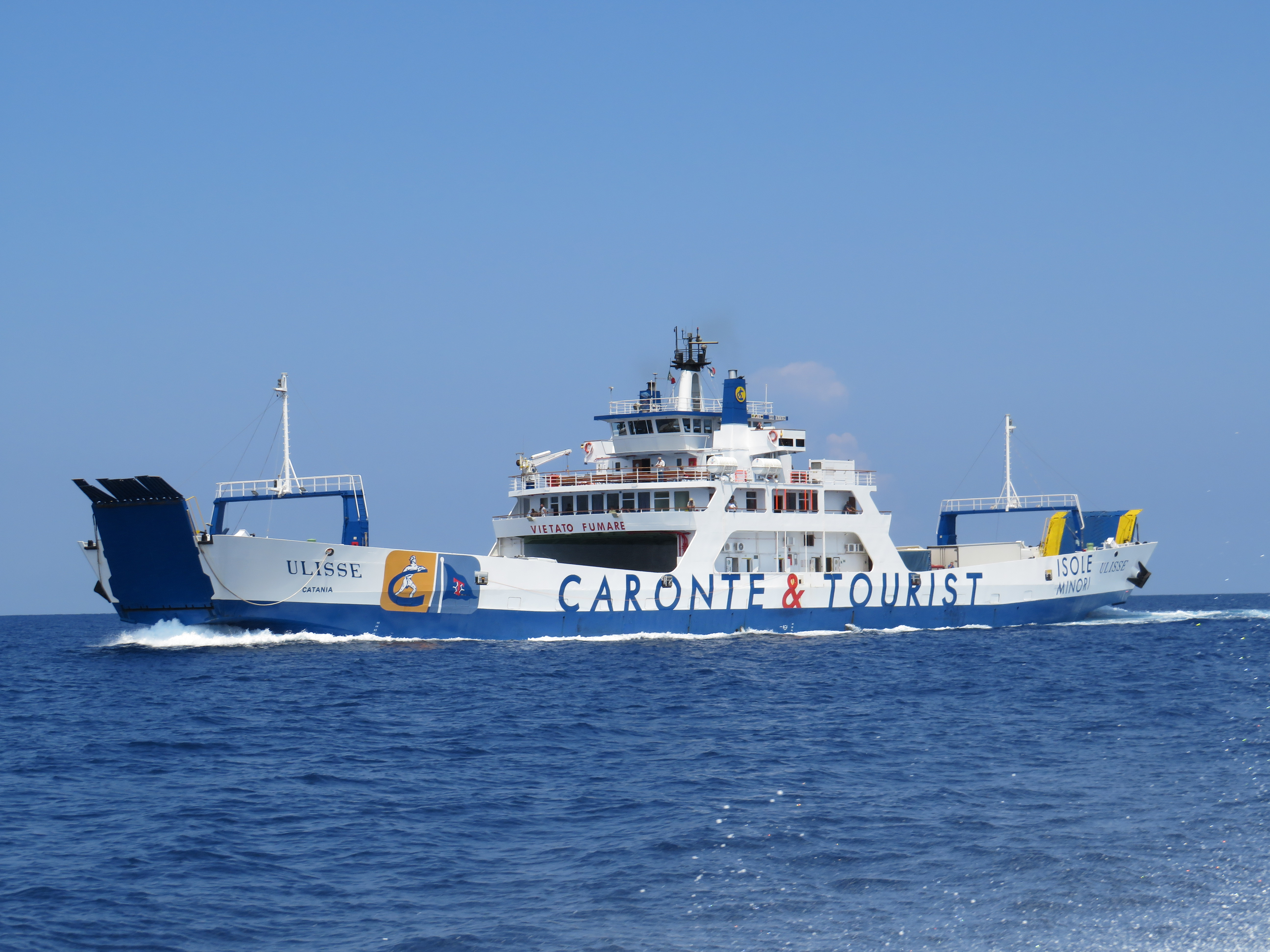
Ulisse
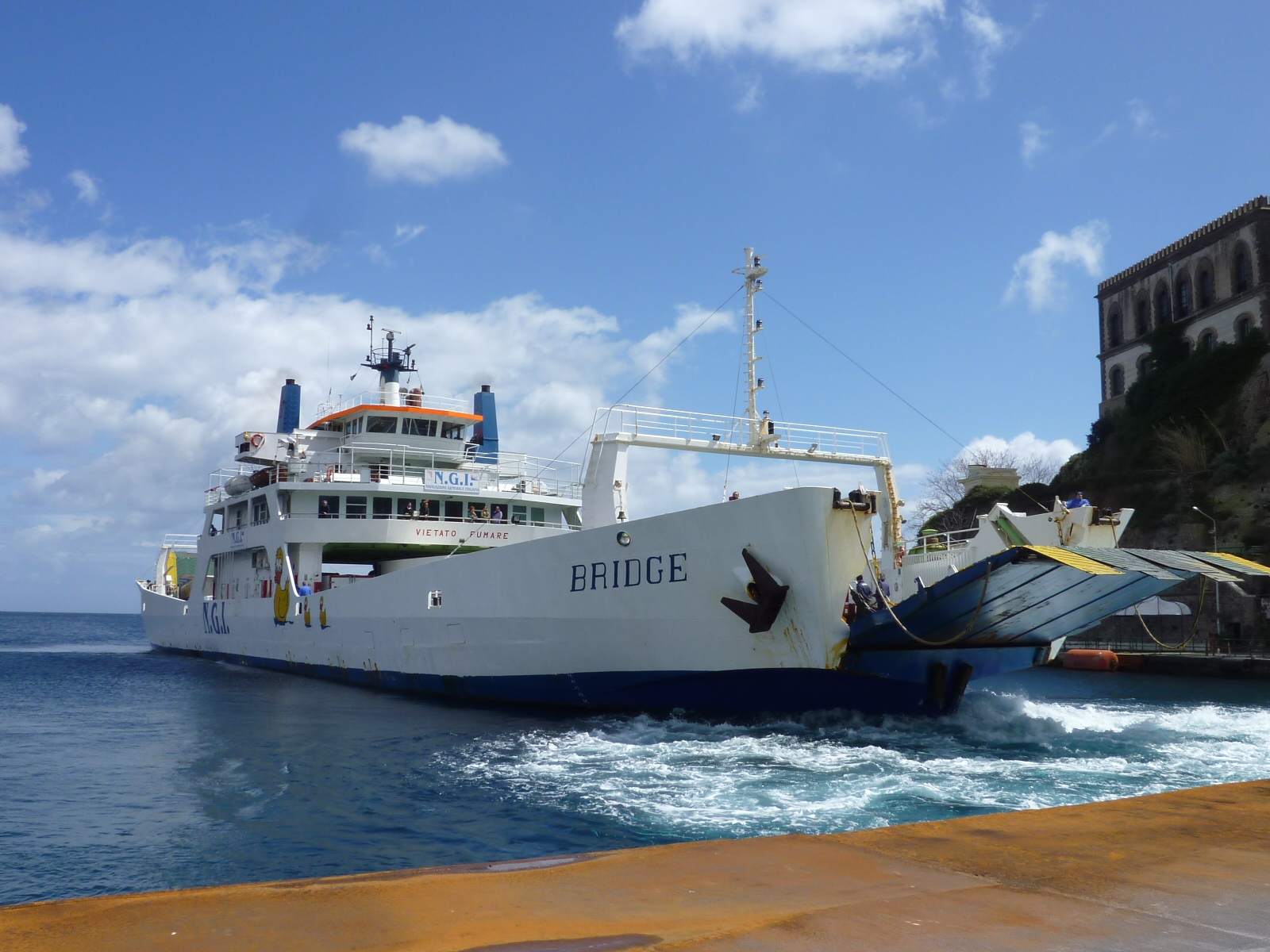
Bridge (Vecchia Livrea NGI)
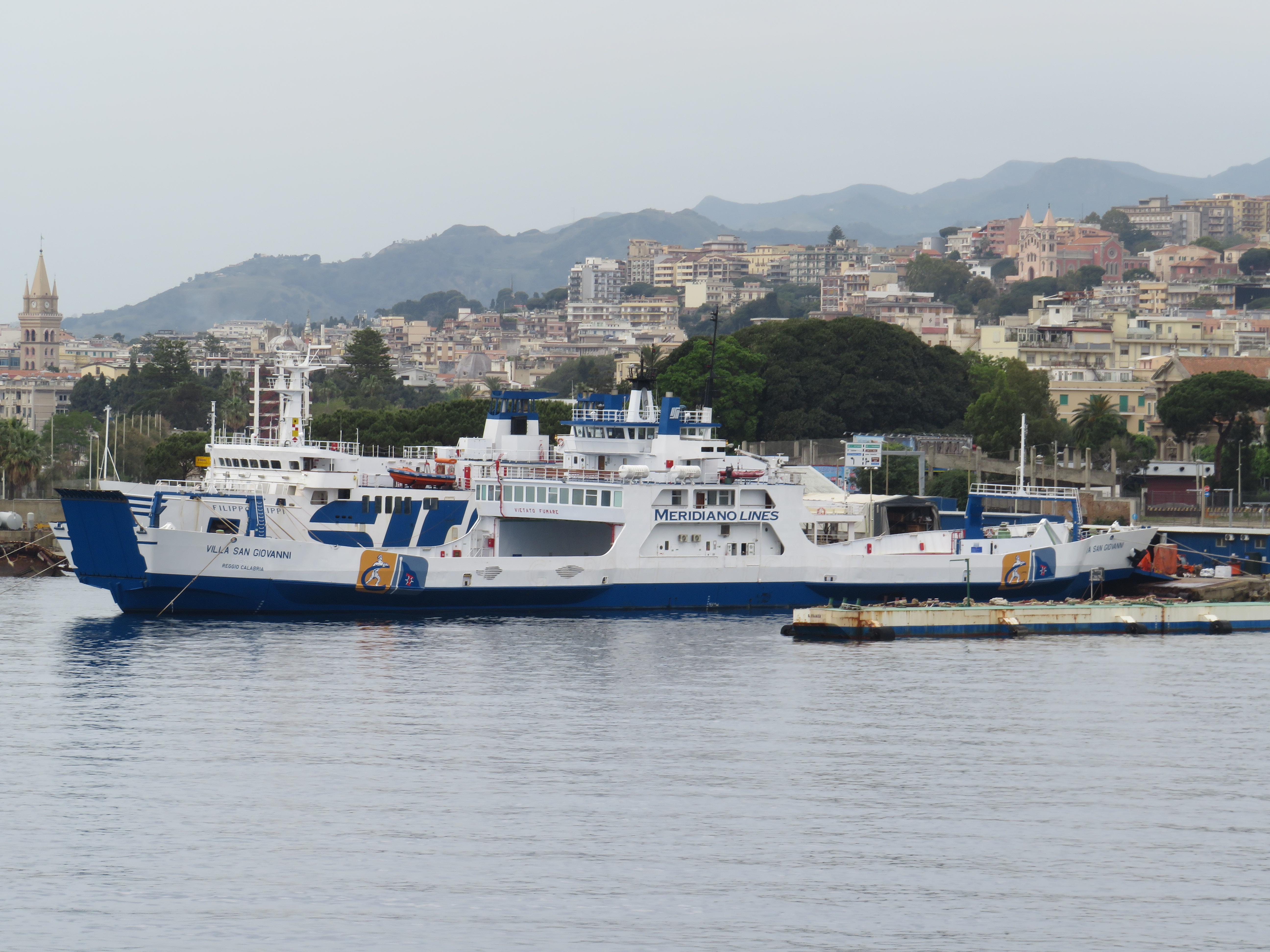
Villa San Giovanni (Vecchia livrea ibrida)
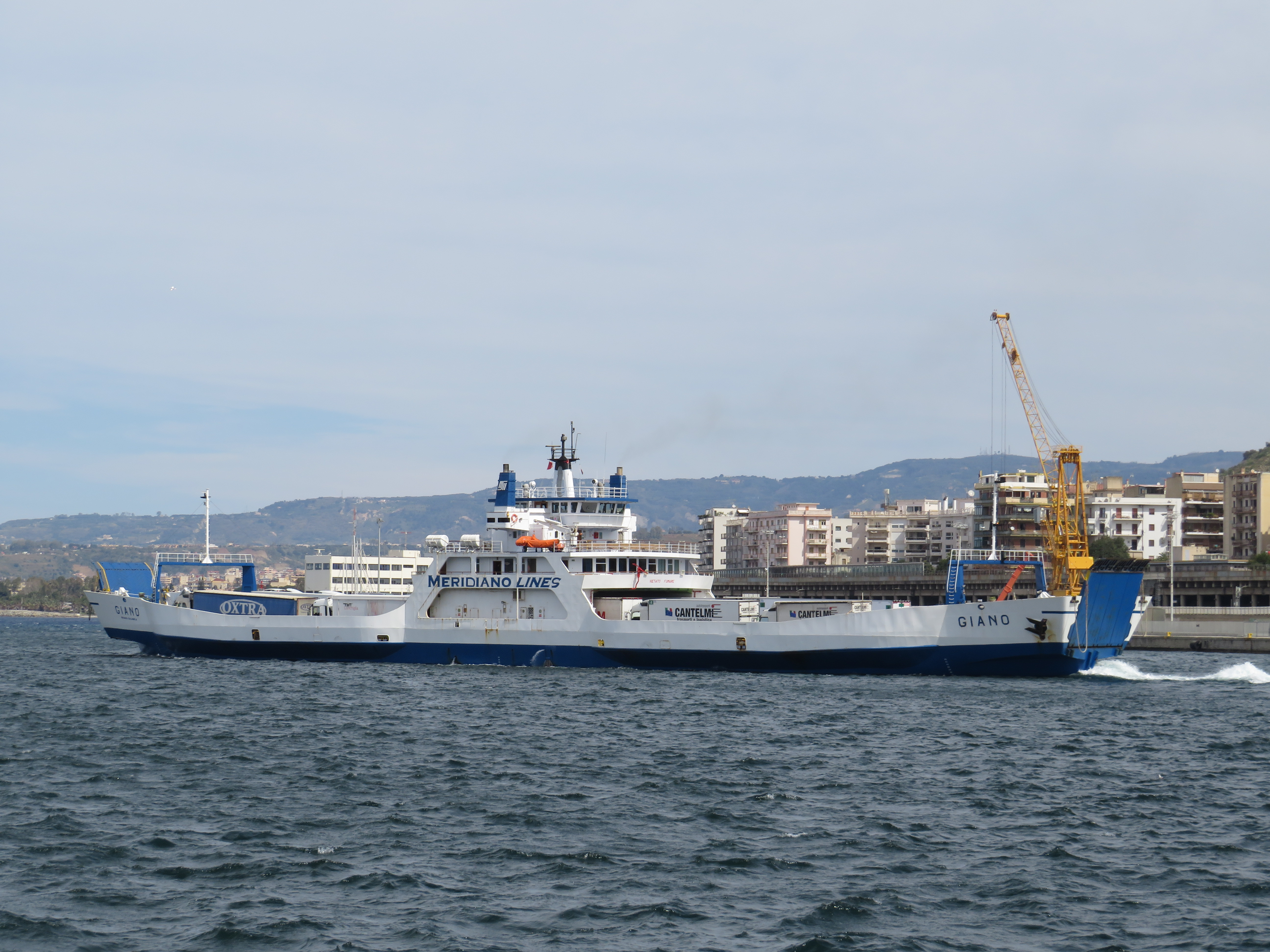
Giano
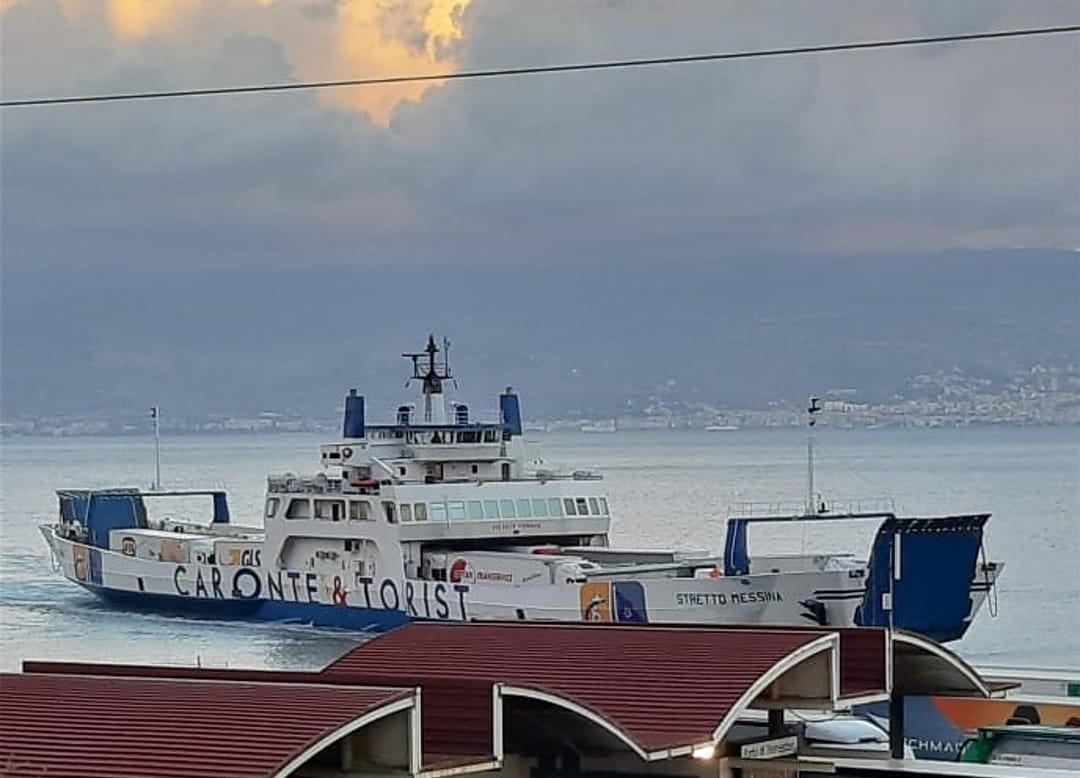
Stretto Messina
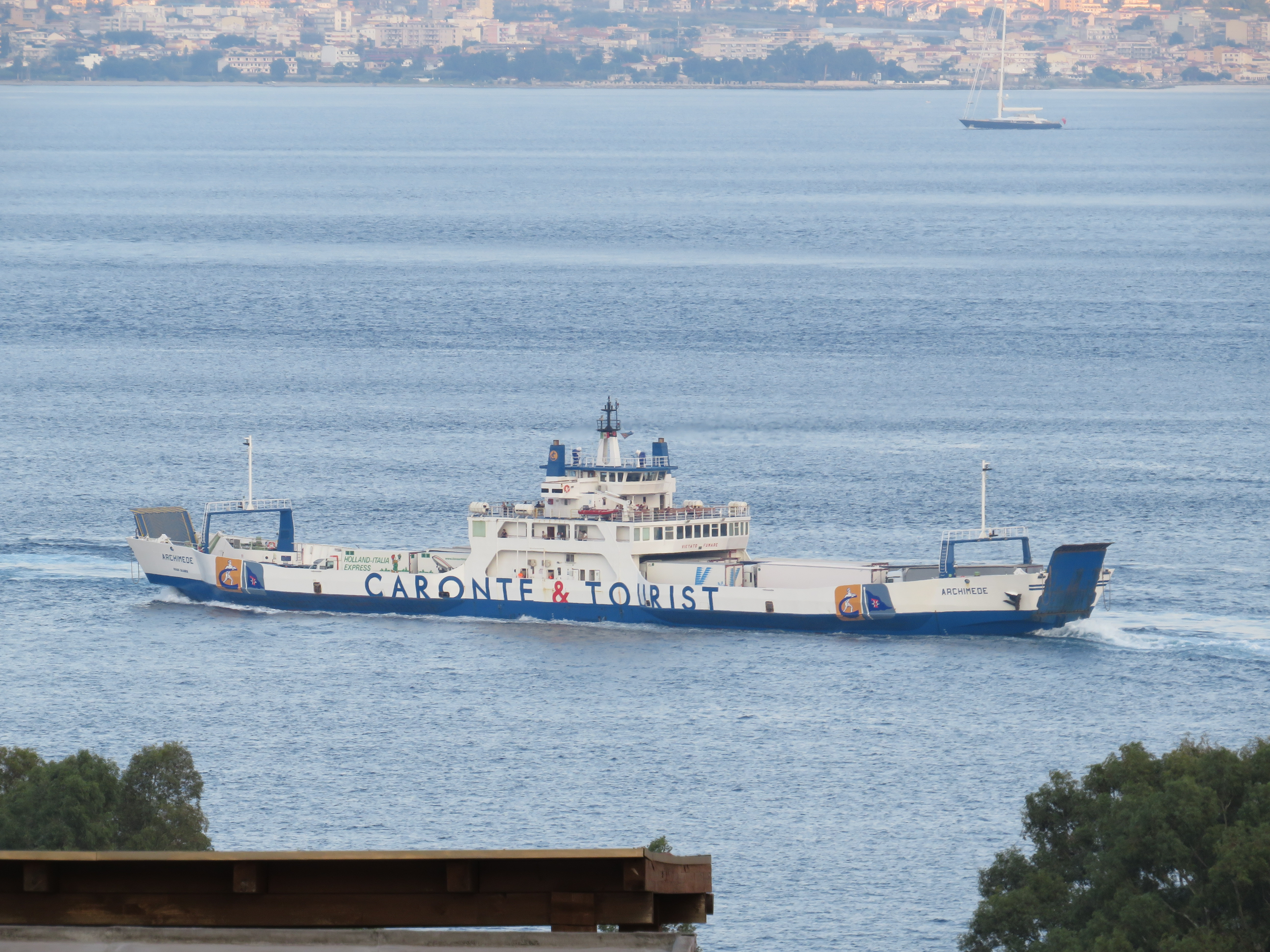
Archimede
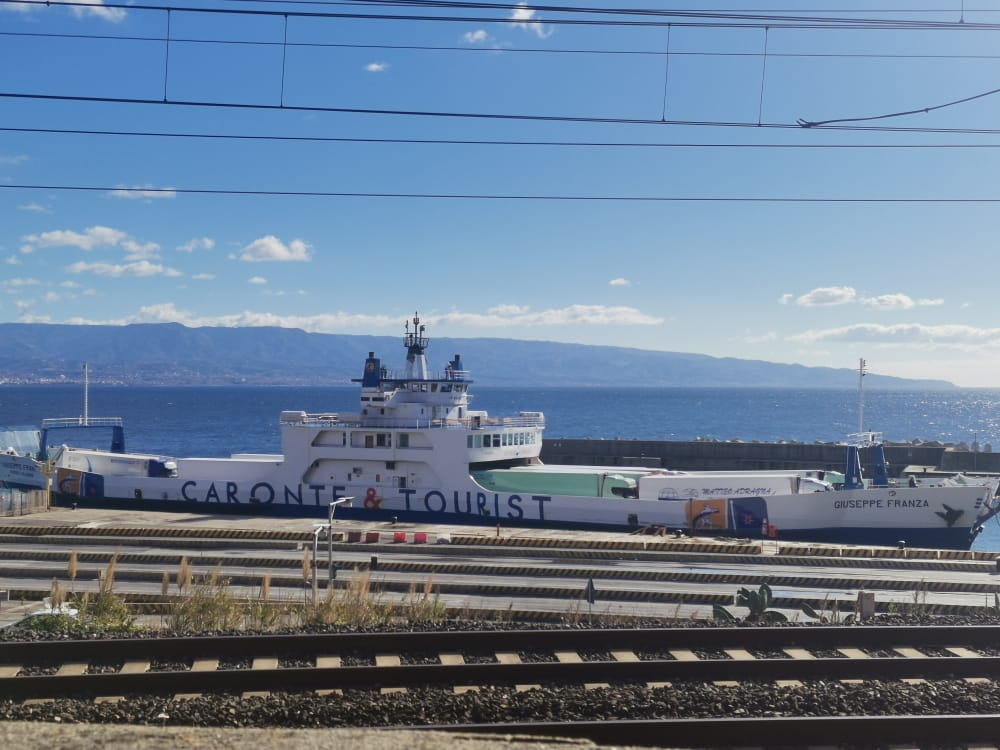
Giuseppe Franza
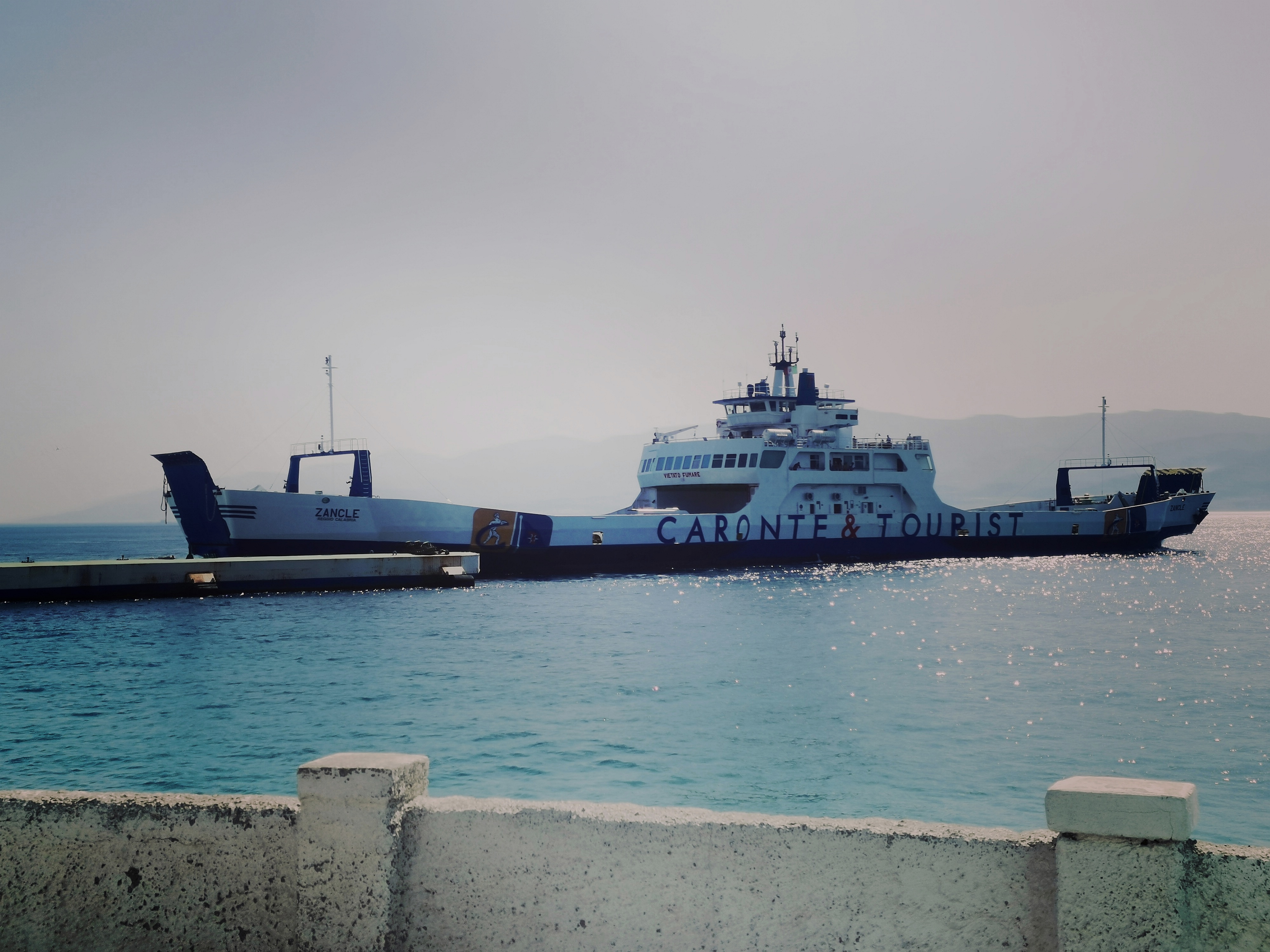
Zancle

## Incidenti
Il 20 settembre 2024 l'unità Zancle, arrivando alla Rada San Francesco a Messina da Villa San Giovanni in forte ritardo a causa di un guasto al mezzo che originariamente doveva svolgere il servizio, ha urtato la gemella di flotta Giuseppe Franza, creando lievi danni ad entrambe le unità e disagi a bordo per i passeggeri.